# چالونر اوگلی
چالونر اوگلی (انگلیسی: Chaloner Ogle؛ ۱۶۸۱ – ۱۷۵۰ (۶۸−۶۹ سال)) فرد نظامی اهل پادشاهی بریتانیای کبیر بود. وی همچنین برندهٔ جوایزی همچون نشان حمام شده‌است.